# Quaid-e-Azam Trophy 2020/21
Die Quaid-e-Azam Trophy 2020/21 war die 63. Saison des nationalen First-Class-Cricket-Wettbewerbes in Pakistan. Central Punjab und Khyber Pakhtunkhwa trennten sich im Finale mit einem Unentschieden und teilten sich den Titel.

## Format
Am Wettbewerb nahmen 6 Mannschaften teil die in einer Gruppe jeder gegen jeden zwei Mal spielt. Für einen Sieg erhielt ein Team zunächst 16 Punkte, sowie einen Zusatzpunkt wenn mit einem Innings Vorsprung gewonnen wurde, für ein Unentschieden (beide Mannschaften erzielten die gleiche Anzahl an Runs) 9 Punkte. Wurde kein Ergebnis erreicht und endete das Spiel in einem Remis, bekamen beide Mannschaften 5 Punkte. Zusätzlich bestand die Möglichkeit in den ersten 110 Over des ersten Innings Bonuspunkte zu sammeln. Dabei werden bis zu 5 Punkte für erzielte Runs und bis zu 3 Punkte für erzielte Wickets vergeben. Des Weiteren war es möglich das Mannschaften Punkte abgezogen bekamen, wenn sie beispielsweise zu langsam spielen oder der Platz nicht ordnungsgemäß hergerichtet ist. Die beiden Gruppenersten trugen dann im Finale die Quaid-e-Azam Trophy aus.

## Vorrunde

### Gruppe A
Tabelle
Die Tabelle der Saison nahm an ihrem Ende die nachfolgende Gestalt an.
| Teams              | Sp. | S | N | U | R | Bat | Bwl | WI | Punkte | NRR    |
| ------------------ | --- | - | - | - | - | --- | --- | -- | ------ | ------ |
| Khyber Pakhtunkhwa | 10  | 5 | 1 | 0 | 4 | 24  | 36  | 1  | 161    | −0.013 |
| Central Punjab     | 10  | 4 | 3 | 0 | 3 | 18  | 40  | 0  | 137    | −0.111 |
| Southern Punjab    | 10  | 4 | 4 | 0 | 2 | 23  | 31  | 1  | 129    | −0.145 |
| Baluchistan        | 10  | 3 | 4 | 0 | 3 | 24  | 40  | 1  | 128    | +0.098 |
| Northern           | 10  | 3 | 3 | 0 | 4 | 24  | 31  | 0  | 123    | +0.183 |
| Sindh              | 10  | 1 | 5 | 0 | 4 | 18  | 34  | 0  | 88     | −0.006 |

## Finale
| 1. – 5. Januar Scorecard | Karachi | Khyber Pakhtunkhwa 300 (97.5) & 312 (93.5) | – | Central Punjab 257-9d (83) & 355 (117.3) |
|                          |         | Unentschieden                              |   |                                          |